# Domo do Profeta

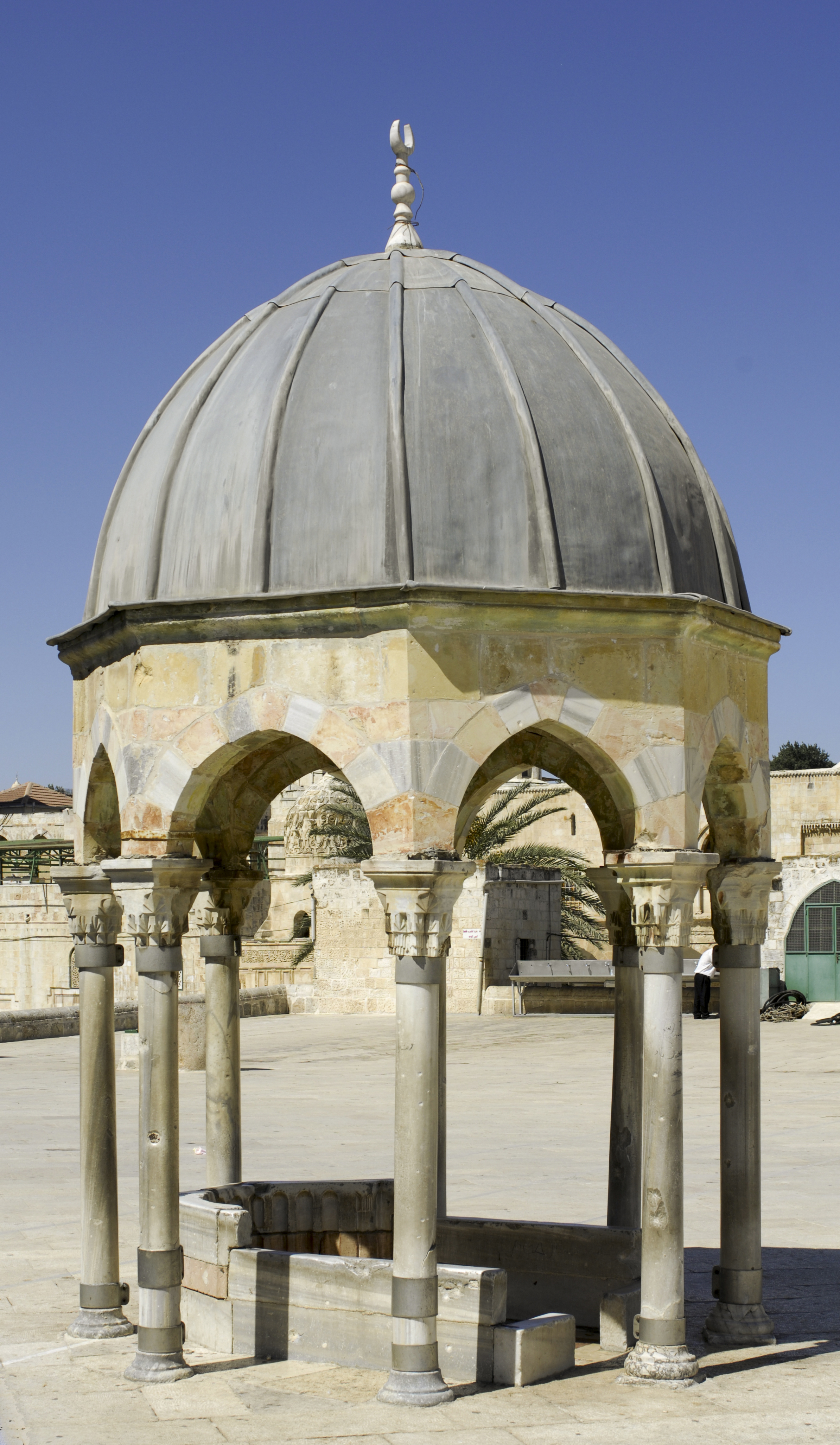
Domo do Profeta.

O Domo do Profeta (em árabe: فبة النبي), também conhecida como a Cúpula de Gabriel (Jibril Qubbat) é uma pequeno monumento no norte do Monte do Templo (Haram ash-Sharif), em Jerusalém, que serve como um monumento simbólico ao invés de um edifício religioso. É uma parte do pátio central da Cúpula da Rocha e é uma das três construções realizadas pelos otomanos no Monte do Templo.

## História
Originalmente, o Domo do Profeta foi construído em 1538 por Muhammad Bey, governador otomano de Jerusalém. No entanto, foi restaurado em 1620 sob as ordens do Farruk Bey, governador sucessor de Jerusalém, e concluída durante o reinado do sultão otomano Solimão, o Magnífico. O domo de hoje reflete, principalmente, a restauração de 1620. O domo é uma comemoração da ascensão do profeta Maomé. Outras adições foram feitas para a cúpula em 1845. 
Vários muçulmanos escritores, principalmente al-Suyuti , alegaram que o local da cúpula é onde Maomé levou os profetas e anjos em oração na noite de Isra e Mir'aj antes de subir ao céu. Alguns documentos do período otomano indicam que uma parte da dotação da Mesquita al-Aqsa foi dedicada a manter a iluminação de uma lâmpada de óleo no Domo do Profeta cada noite.